# Deroceras corsicum
Deroceras corsicum is een slakkensoort uit de familie van de Agriolimacidae. De wetenschappelijke naam van de soort is voor het eerst geldig gepubliceerd in 1900 door Simroth.